# Datação (lexicologia)
Em lexicologia, datação é a indicação da data (milênio, século, meio século, quartel do século, década, lustro, e até, em casos especiais, dia/mês/ano) em que uma palavra (afixo, raiz, locução, acepção etc.) aparece pela primeira vez documentada por escrito.
A palavra 'datação', por exemplo, foi datada em 1975. Vem de "datar + -ção".

## Exemplos
Veja alguns exemplos de palavras com suas respectivas datações:
1. teleférico: século XX
2. pré-sal: 2008
3. dicionário: 1563
4. zoologia: 1836
5. urbanização: século XX
6. raposa: 1123
7. montanha: século XIII
8. blogosfera: 2002
9. galáxia: 1523
10. liberalismo: 1858

## Observação
- A datação pode, não raro, ser aproximativa (baseada em elementos cognatos ou induzida por datação em língua afim), caso em que é provisória, para ser posteriormente antecipada, confirmada ou postergada por provas documentais.

O Dicionário Houaiss da Língua Portuguesa, por exemplo, além de etimologias, mostra também a datação da maioria das palavras da Língua Portuguesa.